# Milojka
Milojka je žensko osebno ime.

## Izvor imena
Ime Milojka je različica ženskega osebnega imena Milena oziroma  Ljudmila ali pa je ženska različica moškega imena Milan.

## Pogostost imena
Po podatkih Statističnega urada Republike Slovenije je bilo na dan 31. decembra 2007 v Sloveniji število ženskih oseb z imenom Milojka: 615.

## Osebni praznik
Osebe z imenom Milojka godujejo takrat kot osebe z imeni iz katerih je ime Milojka izpeljano.